# Escritas paleo-hispânicas

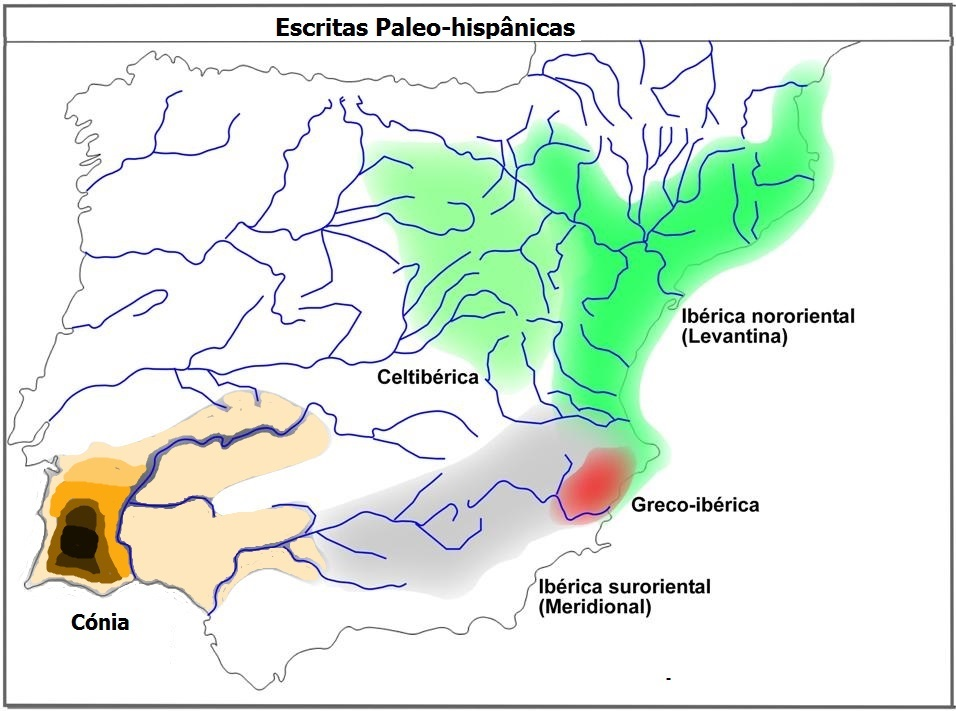
Mapa das escritas paleo-hispânicas.

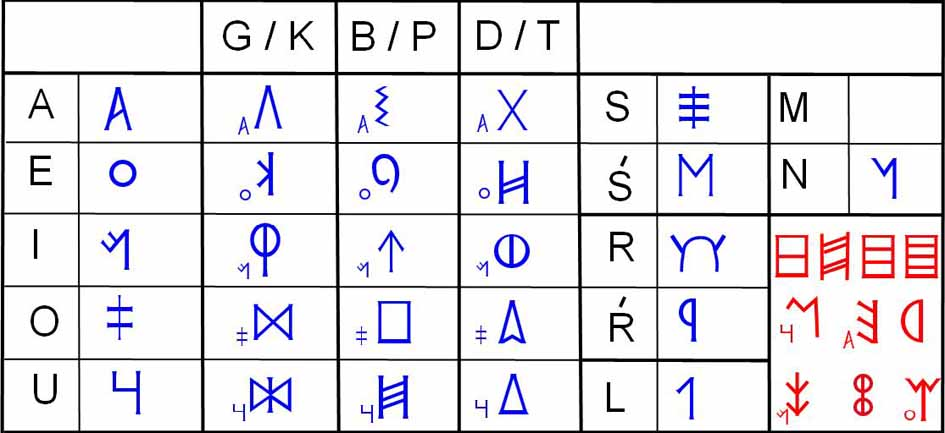
Uma das propostas de silabário tartésico (Adaptado de Rodríguez Ramos 2000)

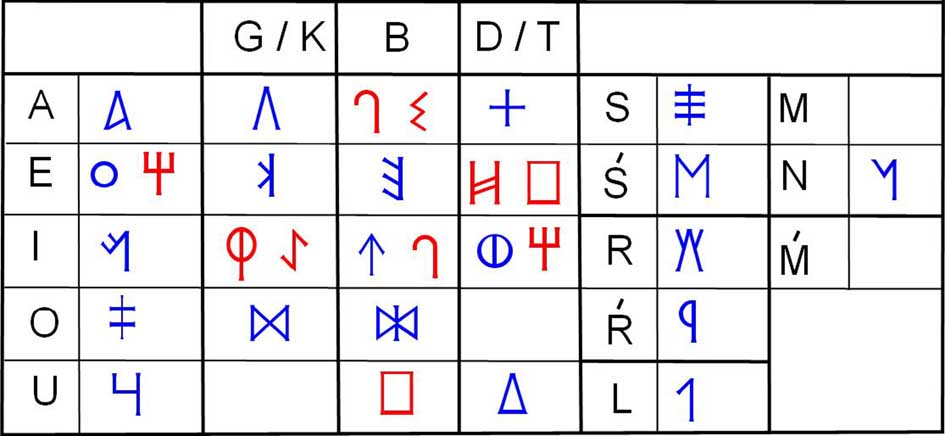
Uma proposta de silabário ibérico sudeste (Adaptado de Correa 2004)

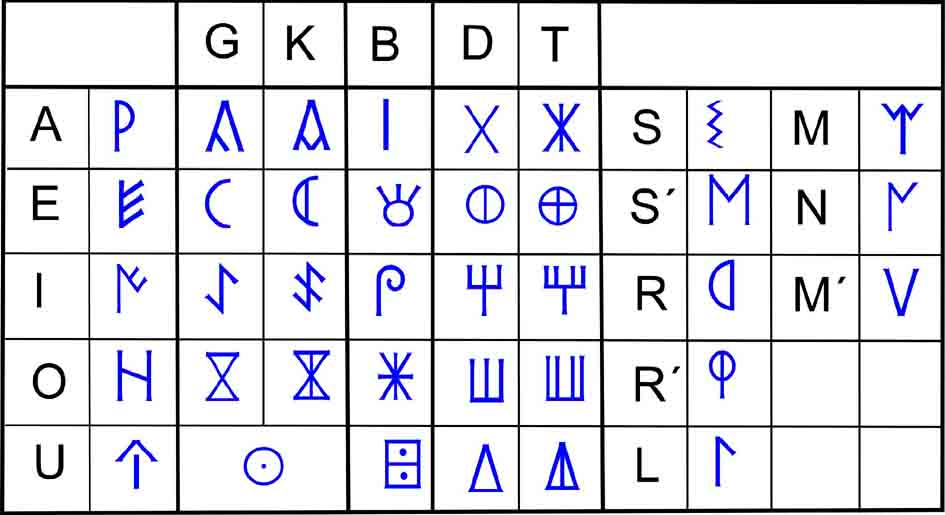
Um silabário ibérico nordeste Dual (Adaptado de Ferrer i Jané 2005)

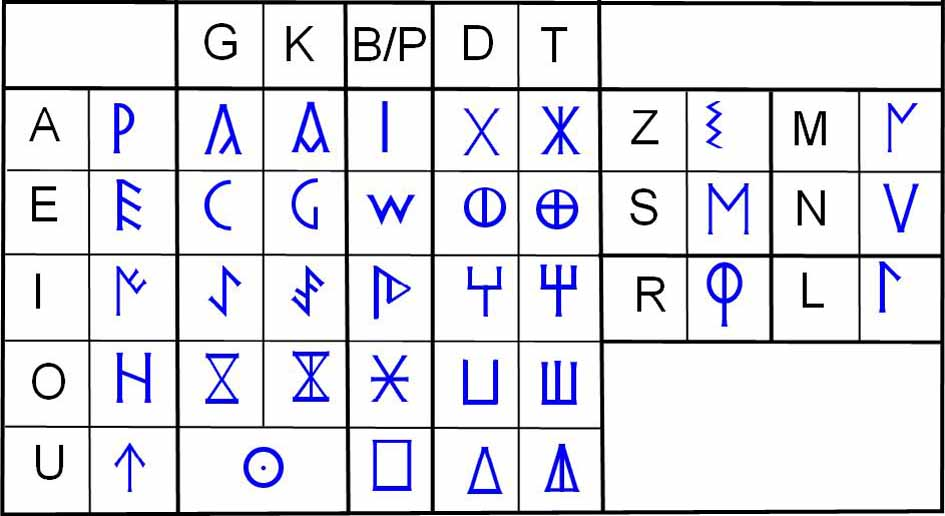
Um silabário celtibérico ocidental (Adaptado de Ferrer i Jané 2005)

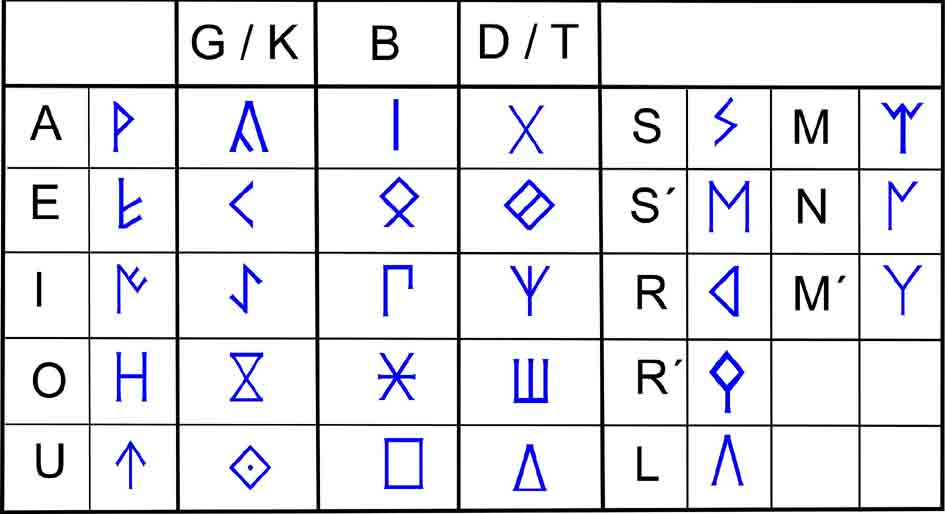
Um silabário ibérico nordeste não-dual

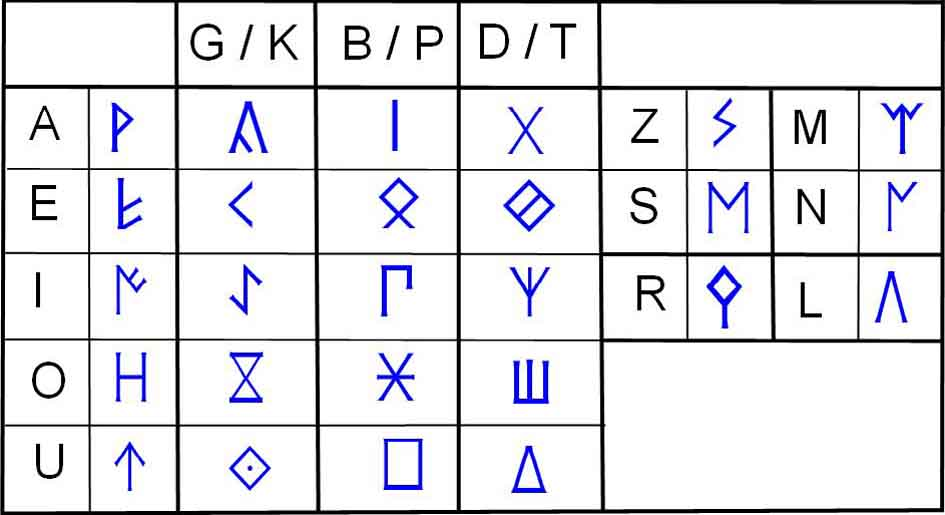
Um silabário celtibérico oriental

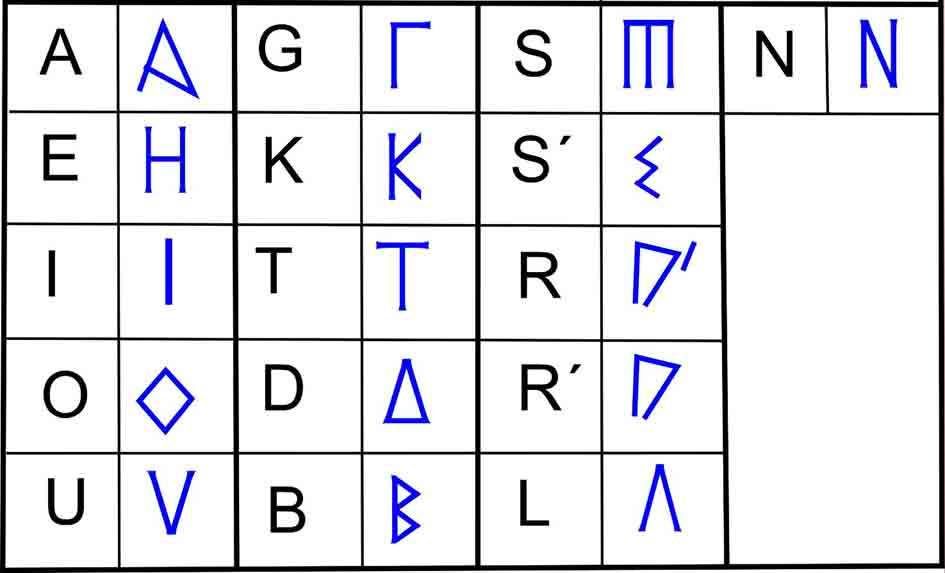
Um alfabeto greco-ibérico

As escritas paleo-hispânicas são as escritas criadas na Península Ibérica antes de o alfabeto latino se ter convertido na escrita dominante.
- Silabário de Espanca
- Escrita do sudoeste (ou tartésica ou lusitana meridional)
- Alfabeto greco-ibérico
- Escrita ibérica sudeste (ou meridional)
- Escrita ibérica nordeste (ou levantina)
  - Variante dual
  - Variante não-dual
- Escrita celtibérica
  - Variante oriental
  - Variante ocidental

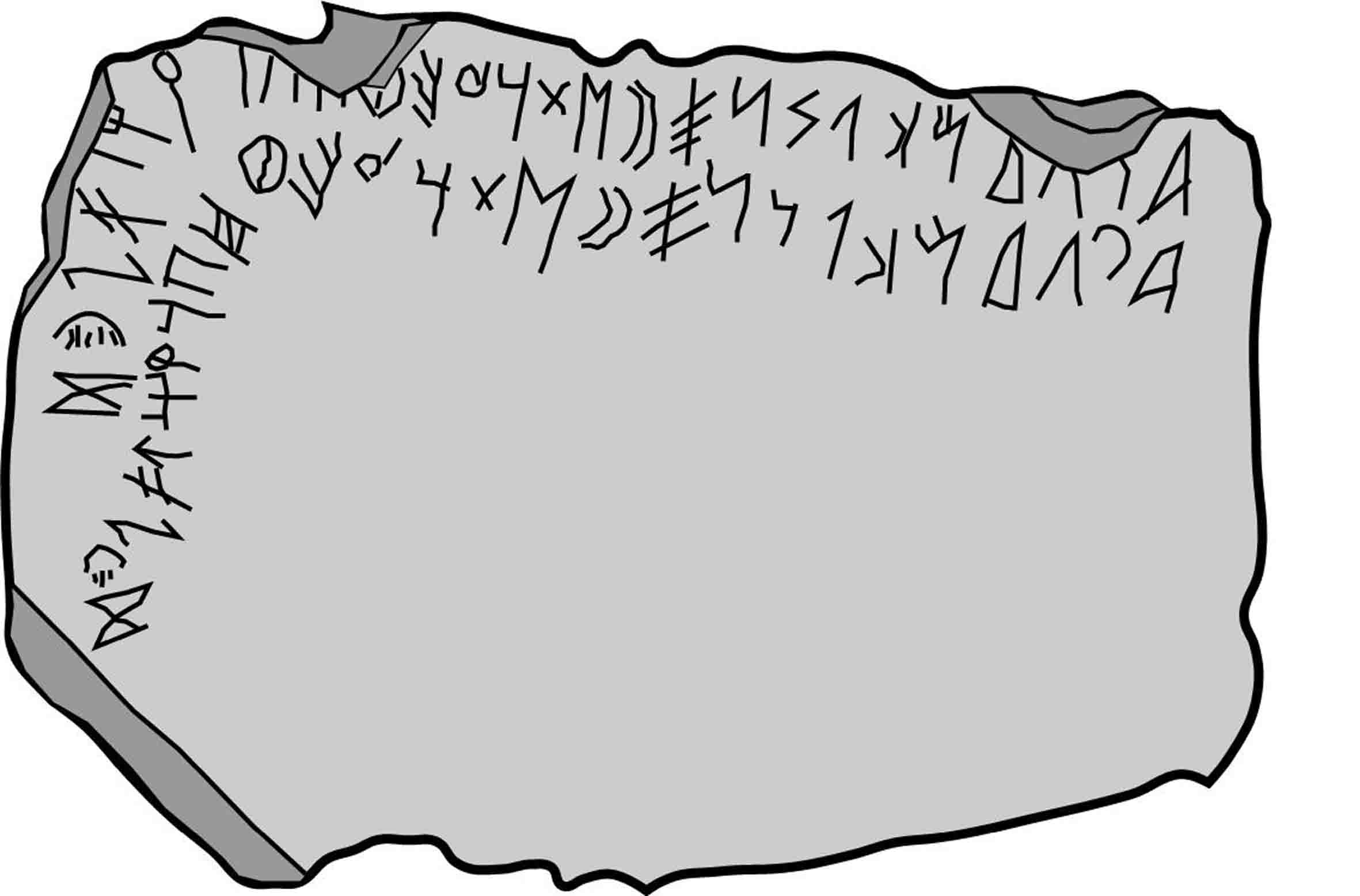
Silabário de Espanca (Castro Verde).
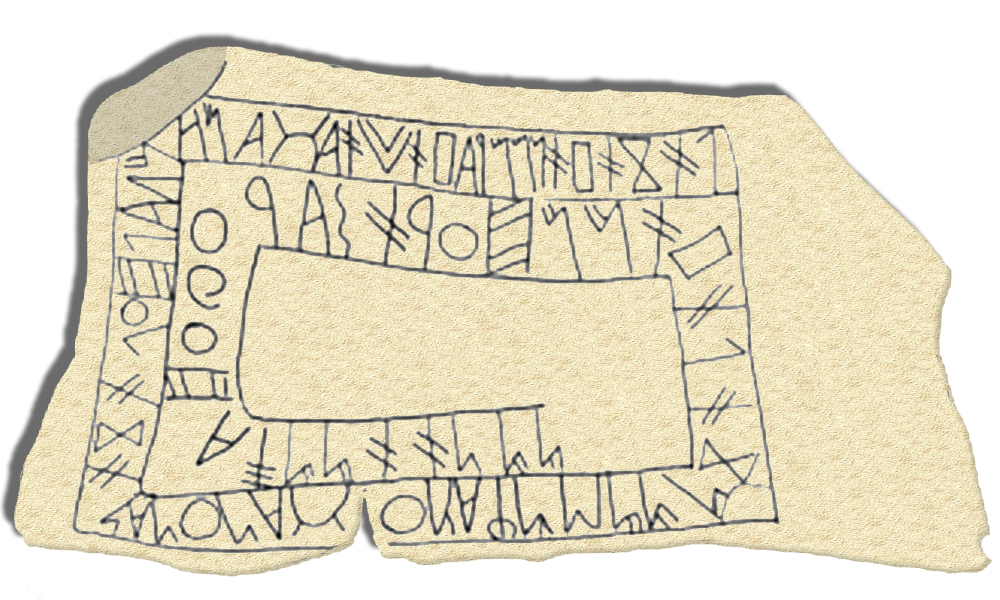
Escrita do Sudoeste. Estela de Fonte Velha (Bensafrim, Lagos).
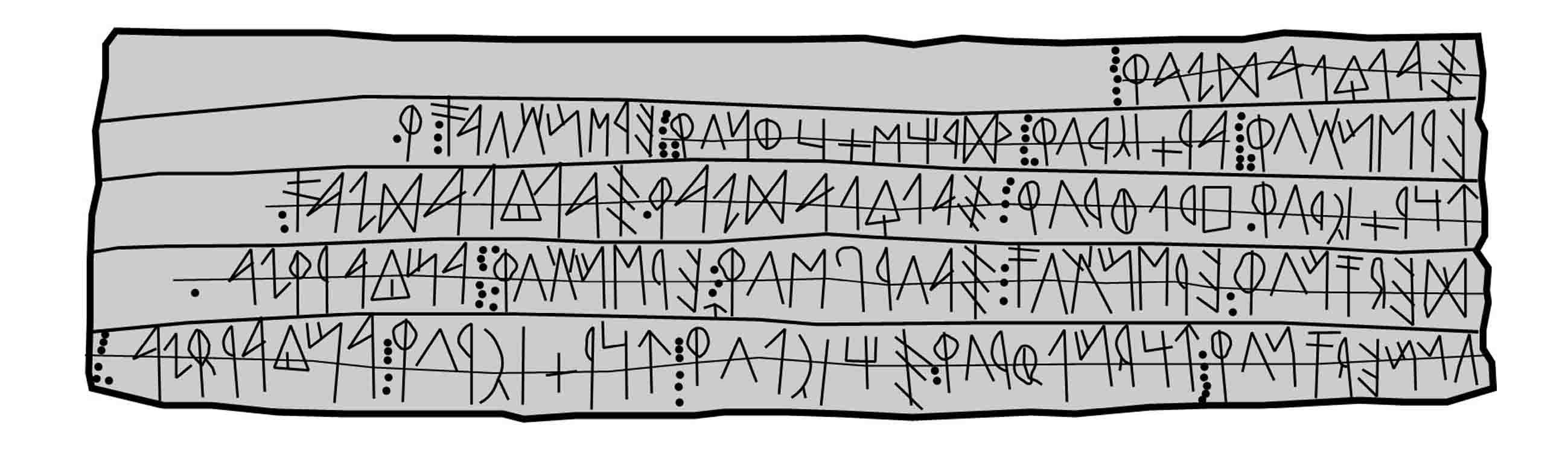
Escrita ibérica nordeste. Chumbo de La Bastida de las Alcusas (Moixent).

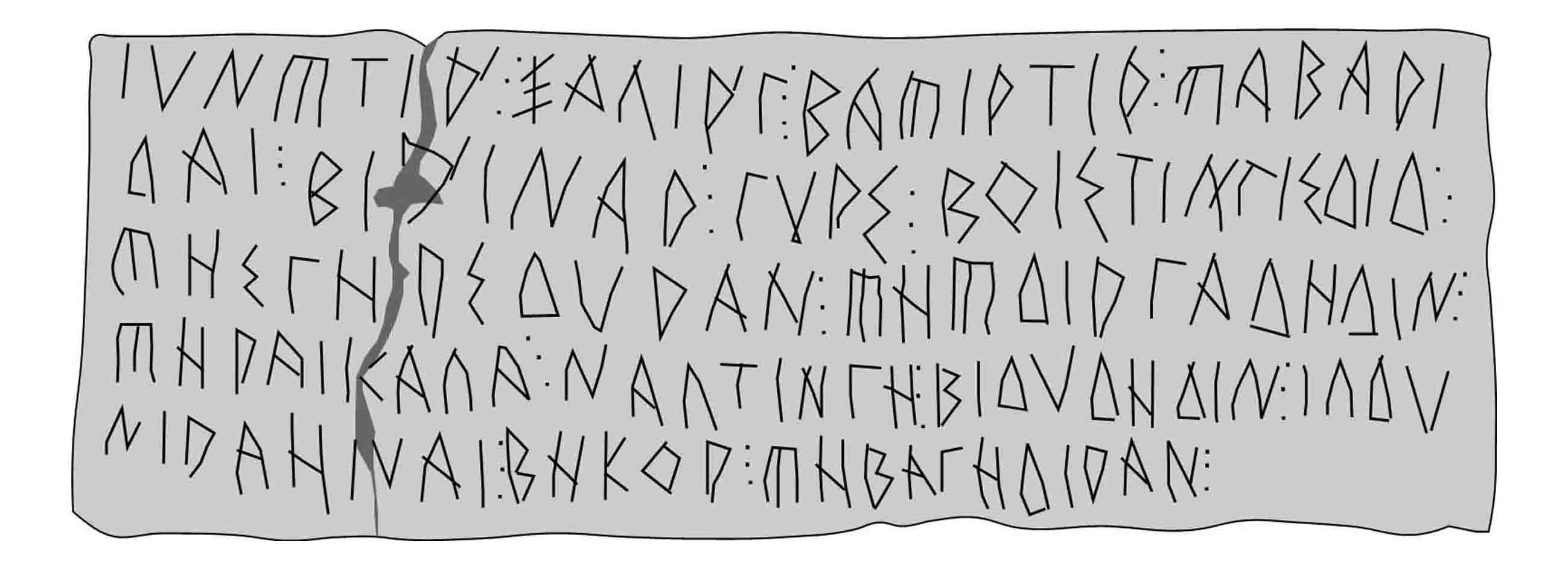
Alfabeto greco-ibérico. Chumbo de la Serreta (Alcoi).
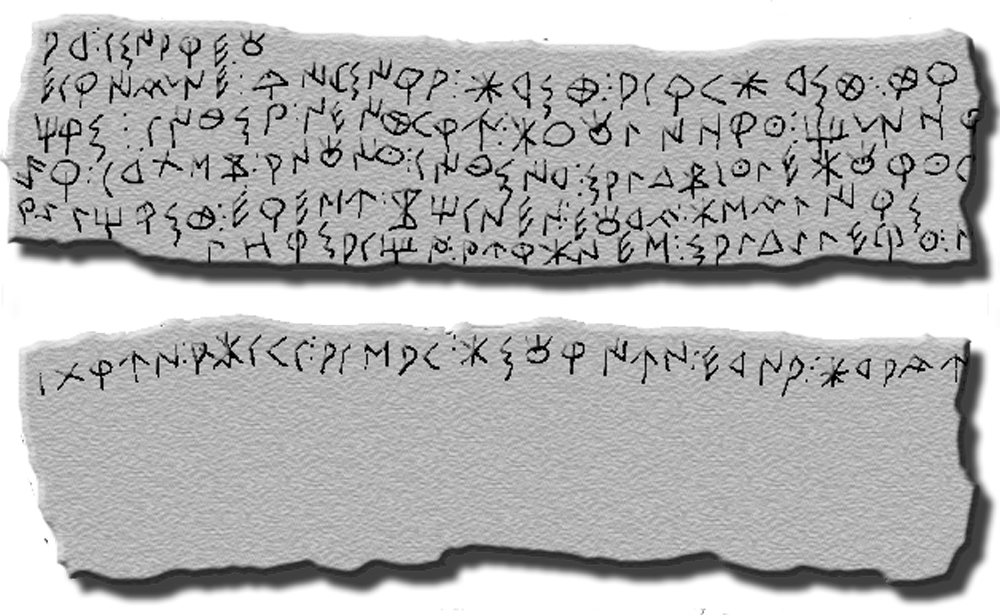
Escrita ibérica nordeste Chumbo de Ullastret (Gerunda) (s IV a. C.).
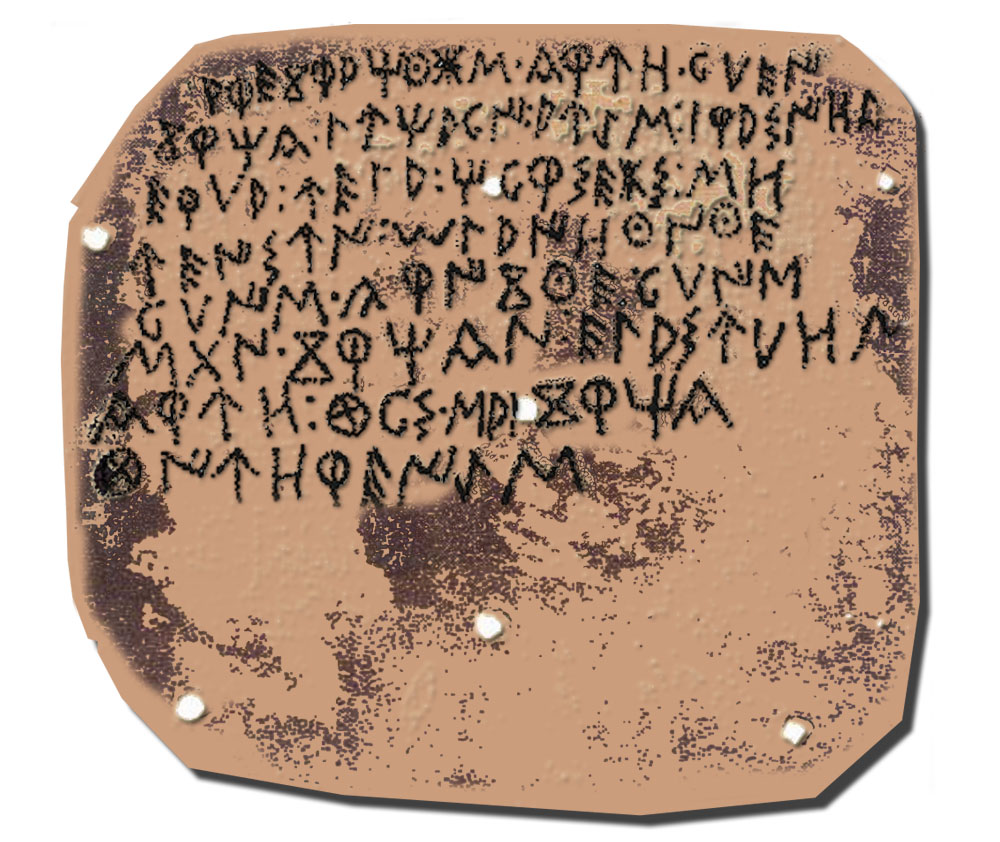
Escrita celtibérica. Bronze de Luzaga (Guadalajara).